# Orry-Kelly
Orry George Kelly dit Orry-Kelly, né le 31 décembre 1897 à Kiama en Australie et mort le 27 février 1964 à Hollywood aux États-Unis, est un des costumiers les plus prolifiques d'Hollywood, plusieurs fois oscarisé.

## Biographie

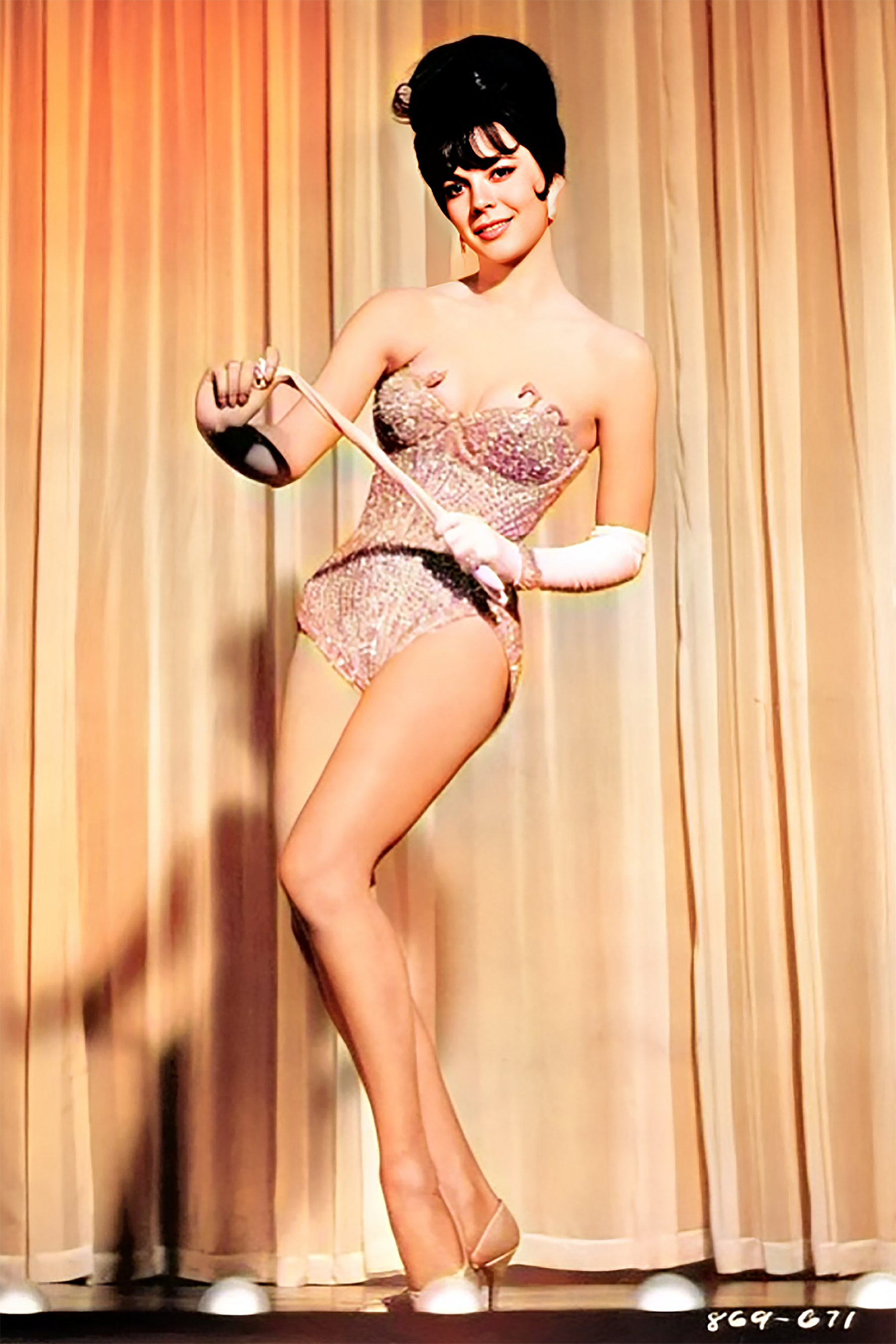
Natalie Wood dans Gypsy, Vénus de Broadway (1962).

Orry George Kelly grandit et étudie à Kiama, une petite bourgade sur le littoral de la mer de Tasman, où il est connu sous le nom de Jack Kelly. Sa mère est Florence Purdue, née à Sydney. Son père, William Kelly, qui est né sur l'île de Man en mer d'Irlande, est drapier et tailleur à Kiama,. Orry devient apprenti tailleur et étalagiste à Sydney.
Afin de poursuivre une carrière d'acteur, il quitte le continent australien et part pour New York aux États-Unis, où il partage une chambre avec l'artiste australien de music-hall Charlie Spangles et le tout jeune comédien britannique d'alors Cary Grant (à l'époque encore nommé Archibald Leach) qui reste dans le logement cinq années durant ; ce dernier vend même des cravates peintes par Orry-Kelly dans la rue,,. Alors peintre mural dans une discothèque, Orry-Kelly est engagé par les Fox East Coast studios pour illustrer des génériques. Il conçoit les costumes et décors pour les spectacles de la famille Shubert à Broadway et les George White's Scandals (en).
Orry-Kelly s'installe à Hollywood en 1932, et travaille pour toutes les majors (Universal, RKO, 20th Century Fox, et MGM). Il y crée les costumes pour les actrices les plus renommées du moment, comme Bette Davis, Olivia de Havilland, Katharine Hepburn, Ava Gardner, Ann Sheridan, Barbara Stanwyck, Marilyn Monroe ou Merle Oberon, pour des films devenus des classiques de l'Âge d'or du cinéma comme 42e Rue, Le Faucon maltais, Casablanca, Arsenic et vieilles dentelles, Harvey, Oklahoma!, Ma tante, et Certains l'aiment chaud.
Orry-Kelly a gagné trois Oscars de la meilleure création de costumes (pour Un Américain à Paris, Les Girls, et Certains l'aiment chaud) et a reçu une nomination pour un quatrième : Gypsy, Vénus de Broadway.
Au cours des dix dernières années de sa vie, il écrit ses mémoires intitulé humoristiquement Women I've Undressed mais bien que les éditeurs aient apprécié le livre, il n'a jamais pu être imprimé, prétendument à cause de problèmes juridiques - à moins que ses confidences aient été trop gênantes,.
Alcoolique de longue date, Orry-Kelly est mort d'un cancer du foie à Hollywood, en 1964. Aux obsèques, Cary Grant, Tony Curtis, George Cukor et Billy Wilder portent son cercueil ; son éloge funèbre est prononcé par le magnat du cinéma et ami, Jack Warner,.
Il est enterré au Forest Lawn Memorial Park de Hollywood Hills.

## Filmographie
- 1932 : Mon grand (So Big!)
- 1932 : The Rich Are Always with Us
- 1932 : Winner Take All de Roy Del Ruth
- 1932 : Crooner de Lloyd Bacon
- 1932 : À tour de brasses (You Said a Mouthful) de Lloyd Bacon
- 1932 : Two Against the World (en)
- 1932 : La vie commence (Life Begins)
- 1932 : Le Harpon rouge (Tiger Shark)
- 1932 : Voyage sans retour (One way passage)
- 1932 : The Crash
- 1932 : Ombres vers le sud (Cabin in the cotton)
- 1932 : Une allumette pour trois (Three on a Match)
- 1932 : Fils de Russie (Scarlet Dawn) de William Dieterle
- 1932 : They Call It Sin
- 1932 : Je suis un évadé (I Am a Fugitive from a Chain Gang)
- 1932 : Le Roi des allumettes(The Match King)
- 1932 : Frisco Jenny
- 1932 : Vingt Mille Ans sous les verrous (20,000 Years in Sing Sing) de Michael Curtiz
- 1932 : Nuit d'aventures (Central Park)
- 1932 : Valet d'argent (Silver Dollar)
- 1933 : Masques de cire (Mystery of the Wax Museum)
- 1933 : Le Tombeur (Lady Killer)
- 1933 : Sa douce maison (The House on 56th Street) de Robert Florey
- 1933 : Les Veuves de La Havane (Havana Widows)
- 1933 : Female
- 1933 : College Coach
- 1933 : Meurtre au chenil (The Kennel Murder Case)
- 1933 : Goodbye Again
- 1933 : Capturé (Captured!)
- 1933 : Voltaire
- 1933 : Mary Stevens, M.D.
- 1933 : She Had to Say Yes
- 1933 : Un coin perdu (The Narrow Corner)
- 1933 : Liliane (Baby Face)
- 1933 : The Mayor of Hell
- 1933 : Héros à vendre (Heroes for Sale)
- 1933 : Private Detective 62
- 1933 : La Soie écarlate (en) (The Silk Express) de Ray Enright
- 1933 : La Vie de Jimmy Dolan (The Life of Jimmy Dolan)
- 1933 : Ex-Lady
- 1933 : Lilly Turner
- 1933 : Un danger public (Picture Snatcher)
- 1933 : Le Roi de la chaussure (The Working Man)
- 1933 : Le Signal (Central Airport) de William A. Wellman
- 1933 : The Little Giant
- 1933 : The Mind Reader
- 1933 : La Porte des rêves (The Keyhole)
- 1933 : Girl Missing (en)
- 1933 : Blondie Johnson
- 1933 : Grand Slam
- 1933 : Ladies They Talk About
- 1933 : 42e Rue (42th Street)
- 1933 : L'affaire se complique (Hard to Handle) de Mervyn LeRoy
- 1933 : Le Parachutiste (Parachute Jumper)
- 1933 : Entrée des employés (Employees' Entrance)
- 1933 : The King's Vacation
- 1933 : Lawyer Man
- 1933 : Elmer the Great
- 1933 : Chercheuses d'or de 1933 (Gold Diggers of 1933)
- 1933 : La Folle Semaine (Convention City)
- 1933 : L'Irrésistible (Son of a Sailor)
- 1934 : Un soir en scène (Sweet Adeline)
- 1934 : Mariage secret (The Secret Bride) de William Dieterle
- 1934 : Babbitt
- 1934 : Mademoiselle Général (Flirtation Walk)
- 1934 : I Am a Thief (en)
- 1934 : L'Oiseau de feu (The Firebird) de William Dieterle
- 1934 : Le Cabochard (The St. Louis Kid) de Ray Enright
- 1934 : Rayon d'amour (Happiness Ahead)
- 1934 : I Sell Anything (en)
- 1934 : Kansas City Princess
- 1934 : Madame du Barry
- 1934 : Big Hearted Herbert
- 1934 : A Lost Lady d'Alfred E. Green
- 1934 : The Case of the Howling Dog
- 1934 : Agent britannique (British Agent) de Michael Curtiz
- 1934 : Desirable
- 1934 : Dragon Murder Case
- 1934 : Dames
- 1934 : Femme d'intérieur (Housewife)
- 1934 : Friends of Mr. Sweeney
- 1934 : Midnight Alibi (en) d'Alan Crosland
- 1934 : Voici la marine (Here Comes the Navy)
- 1934 : Dr. Monica
- 1934 : Fog Over Frisco
- 1934 : The Key
- 1934 : The Merry Frinks
- 1934 : Smarty
- 1934 : C'était son homme
- 1934 : L'Homme de quarante ans (Upperworld)
- 1934 : Ondes d'amour (Twenty Million Sweethearts)
- 1934 : Harold Teen (en) de  Murray Roth
- 1934 : Un héros moderne (A Modern Hero)
- 1934 : Franc Jeu (Gambling Lady) d'Archie Mayo
- 1934 : Jimmy the Gent
- 1934 : Journal of a Crime
- 1934 : Heat Lightning (en)
- 1934 : Wonder Bar
- 1934 : As the Earth Turns
- 1934 : Les Pirates de la mode (Fashions of 1934)
- 1934 : Mandalay
- 1934 : Dark Hazard (en)
- 1934 : J'écoute (I've Got Your Number)
- 1934 : Bedside
- 1934 : J'écoute (I've Got Your Number) de Ray Enright
- 1934 : On a tué ! (Hi, Nellie!)
- 1934 : Easy to Love de William Keighley
- 1934 : The Big Shakedown
- 1934 : Massacre
- 1934 : L'Ombre du passé (Registered Nurse) de Robert Florey
- 1934 : Merry Wives of Reno (en) de H. Bruce Humberstone
- 1934 : Le Cirque en folie (en) (The Circus Clown) de Ray Enright
- 1934 : Return of the Terror (en)
- 1934 : A Very Honorable Guy
- 1934 : The Personality Kid (en)
- 1934 : Side Streets (en) d'Alfred E. Green
- 1934 : Gentlemen Are Born
- 1934 : Murder in the Clouds (en)
- 1935 : L'Intruse (Dangerous)
- 1935 : La Veuve de Monte-Carlo (The Widow from Monte Carlo)
- 1935 : Broadway Hostess
- 1935 : Miss Pacific Fleet
- 1935 : Émeutes (Frisco Kid) de Lloyd Bacon
- 1935 : Stars Over Broadway
- 1935 : The Payoff (en)
- 1935 : La Femme traquée (I Found Stella Parish)
- 1935 : Amis pour toujours (Shipmates Forever)
- 1935 : Personal Maid's Secret
- 1935 : Je vis pour aimer (I Live for Love) de Busby Berkeley
- 1935 : The Goose and the Gander
- 1935 : Reine de beauté (Page Miss Glory) de Mervyn LeRoy
- 1935 : Tête chaude (The Irish in Us) de Lloyd Bacon
- 1935 : Le Gondolier de Broadway (Broadway Gondolier)
- 1935 : Going Highbrow
- 1935 : Bureau des épaves
- 1935 : Oil for the Lamps of China
- 1935 : Une femme dans la rue (The Girl from 10th avenue)
- 1935 : In Caliente
- 1935 : Casino de Paris (Go Into Your Dance)
- 1935 : The Case of the Curious Bride
- 1935 : The Florentine Dagger
- 1935 : Chercheuses d'or de 1935 (Gold Diggers of 1935)
- 1935 : Sur le velours (Living on Velvet)
- 1935 : While the Patient Slept
- 1935 : La Dame en rouge (The Woman in Red)
- 1935 : The Right to Live
- 1935 : Ville frontière (Bordertown)
- 1935 : Maybe It's Love (en) de William C. McGann
- 1935 : The White Cockatoo (en)
- 1935 : Le Bousilleur (Devil Dogs of the Air)
- 1935 : Femmes d'affaires (Traveling Saleslady) de Ray Enright
- 1935 : Bright Lights
- 1935 : We're in the Money
- 1935 : Little Big Shot
- 1935 : Les Hors-la-loi (G' Men)
- 1936 : En parade (Gold Diggers of 1937)
- 1936 : Three Men on a Horse
- 1936 : Here Comes Carter
- 1936 : Isle of Fury
- 1936 : Caïn et Mabel (Cain and Mabel)
- 1936 : Give Me Your Heart
- 1936 : Stage Struck
- 1936 : Le Courrier de Chine (China Clipper)
- 1936 : Jailbreak
- 1936 : L'Ange blanc (The White Angel) de William Dieterle
- 1936 : Betsy (Hearts Divided) de Frank Borzage
- 1936 : Murder by an Aristocrat
- 1936 : La Flèche d'or (The Golden arrow)
- 1936 : The Law in Her Hands
- 1936 : Times Square Playboy
- 1936 : I Married a Doctor (en) d'Archie Mayo
- 1936 : The Singing Kid
- 1936 : Snowed Under
- 1936 : Colleen
- 1936 : Le Mort qui marche (The Walking Dead)
- 1936 : Freshman Love
- 1936 : Brumes (Ceiling Zero)
- 1936 : The Petrified Forest
- 1936 : Héros malgré lui (Sons o' Guns)
- 1936 : Satan Met a Lady
- 1936 : Polo Joe
- 1937 : Cette nuit est notre nuit (Tovarich)
- 1937 : First Lady
- 1937 : L'Aventure de minuit (It's Love I'm After)
- 1937 : Une certaine femme (That Certain Woman)
- 1937 : Confession
- 1937 : The Singing Marine
- 1937 : Bataille de dames (Ever Since Eve) de Lloyd Bacon
- 1937 : La Tornade (Another Dawn)
- 1937 : Le Dernier Round (Kid Galahad) de Michael Curtiz
- 1937 : The Go Getter
- 1937 : Une journée de printemps (Call It a Day)
- 1937 : Femmes marquées (Marked Woman)
- 1937 : Le Roi et la Figurante (The King and the Chorus Girl)
- 1937 : La Lumière verte (Green Light)
- 1937 : Stolen Holiday
- 1937 : Hollywood Hotel
- 1938 : Comet Over Broadway
- 1938 : Les Anges aux figures sales (Angels with Dirty Faces)
- 1938 : Nuits de bal (The Sisters)
- 1938 : Secrets of an Actress
- 1938 : Quatre au paradis (Four's a Crowd)
- 1938 : My Bill
- 1938 : Women Are Like That
- 1938 : L'Insoumise (Jezebel)
- 1938 : Rêves de jeunesse (Four Daughters)
- 1939 : Le Vainqueur (Indianapolis Speedway)
- 1939 : Victoire sur la nuit (Dark Victory)
- 1939 : Women in the Wind
- 1939 : Terreur à l'ouest (The Oklahoma Kid)
- 1939 : Les Ailes de la flotte (Wings of the Navy)
- 1939 : Hommes sans loi (King of the Underworld)
- 1939 : Juarez
- 1939 : Veillée d'amour (When tomorrow comes) de John M. Stahl
- 1939 : La Vieille Fille (The Old Maid)
- 1939 : La Vie privée d'Élisabeth d'Angleterre (The Private Lives of Elizabeth and Essex)
- 1939 : On Your Toes
- 1940 : La Lettre (The Letter)
- 1940 : Une dépêche Reuter (A Dispatch from Reuter's)
- 1940 : Finie la comédie (No Time for Comedy)
- 1940 : L'Étrangère (My Love Came Back)
- 1940 : Voyage sans retour ( 'Til We Meet Again)
- 1940 : La Caravane héroïque (Virginia City)
- 1940 : L'Aigle des mers (The Sea Hawk)
- 1940 : L'Étrangère (All This, and Heaven Too)
- 1941 : Le Faucon maltais (The Maltese Falcon)
- 1941 : Fiancée contre remboursement (The Bride Came C.O.D.)
- 1941 : Million Dollar Baby
- 1941 : Ma femme se marie demain (Affectionately Yours) de Lloyd Bacon
- 1941 : Le Grand Mensonge (The Great Lie)
- 1941 : La Blonde framboise (The Strawberry Blonde) de Raoul Walsh
- 1941 : Honeymoon for Three
- 1941 : The Lady and the Lug
- 1941 : Throwing a Party
- 1941 : La Vipère (The Little Foxes)
- 1942 : Casablanca
- 1942 : La Maison de mes rêves (George Washington Slept Here)
- 1942 : Une femme cherche son destin (Now, Voyager)
- 1942 : L'amour n'est pas en jeu (In This Our Life)
- 1942 : Toujours dans mon cœur (Always in My Heart)
- 1942 : Crimes sans châtiment (Kings Row)
- 1942 : Wild Bill Hickok Rides (en)
- 1942 : L'Homme qui vint dîner (The Man Who Came to Dinner)
- 1942 : Murder in the Big House
- 1943 : L'Impossible Amour (Old Acquaintance))
- 1943 : La Petite Exilée (Princess O'Rourke)
- 1943 : Mission à Moscou (Mission to Moscow)
- 1943 : L'Ange des ténèbres (Edge of Darkness)
- 1943 : La Manière forte (The Hard Way)
- 1943 : This Is the Army
- 1943 : Quand le jour viendra (Watch on the Rhine)
- 1944 : Arsenic et Vieilles Dentelles (Arsenic and Old Lace) de Frank Capra
- 1944 : Femme aimée est toujours jolie (Mr. Skeffington)
- 1944 : Les Aventures de Mark Twain (The Adventures of Mark Twain)
- 1945 : La mort n'était pas au rendez-vous (Conflict)
- 1945 : Le blé est vert (The Corn Is Green)
- 1945 : Les Dolly Sisters
- 1946 : London Folies (London Town) de Wesley Ruggles
- 1946 : Tentation (en) (Temptation)
- 1946 : La Voleuse (A Stolen Life)
- 1947 : The Shocking Miss Pilgrim
- 1947 : Le Crime de madame Lexton (Ivy) de Sam Wood
- 1947 : Chansons dans le vent (Something in the Wind)
- 1947 : Maman était new-look (Mother Wore Tights)
- 1948 : Vengeance de femme (A Woman's Vengeance)
- 1948 : La Petite Téléphoniste (For the Love of Mary) de Frederick de Cordova
- 1948 : Haute Pègre (Larceny) de George Sherman
- 1948 : Légion étrangère (Rogues' Regiment) de Robert Florey
- 1948 : Un caprice de Vénus (One Touch of Venus)
- 1948 : Ma femme et ses enfants (Family Honeymoon)
- 1949 : Une femme joue son bonheur (The Lady Gambles)
- 1949 : Take One False Step (en)
- 1949 : Johnny le mouchard (Johnny Stool Pigeon) de William Castle
- 1949 : Chasse aux maris (Once More, My Darling)
- 1949 : Une balle dans le dos (Undertow)
- 1950 : Harvey
- 1950 : L'Araignée (Woman in Hiding)
- 1950 : L'Impasse maudite (One Way Street)
- 1950 : Le Déporté (Deported)
- 1950 : Le Bistrot du péché (South Sea Sinner)
- 1950 : Colt .45 d'Edwin L. Marin
- 1951 : Under the Gun
- 1951 : Un Américain à Paris (An American in Paris)
- 1952 : The Lady Says No
- 1952 : La Star (The Star)
- 1952 : Mademoiselle Gagne-Tout (Pat and Mike)
- 1955 : Oklahoma!
- 1958 : Une femme marquée (Too Much, Too Soon)
- 1958 : Ma tante (Auntie Mame)
- 1959 : Certains l'aiment chaud (Some Like It Hot)
- 1961 : Le Gentleman en kimono (A Majority of One)
- 1962 : Doux Oiseau de jeunesse (Sweet Bird of Youth)
- 1962 : Five Finger Exercise
- 1962 : Les Liaisons coupables (The Chapman Report)
- 1962 : Gypsy, Vénus de Broadway
- 1963 : Dans la douceur du jour (In the Cool of the Day)
- 1963 : Irma la Douce

## Galerie
- Quelques acteurs et actrices habillés par Orry-Kelly.

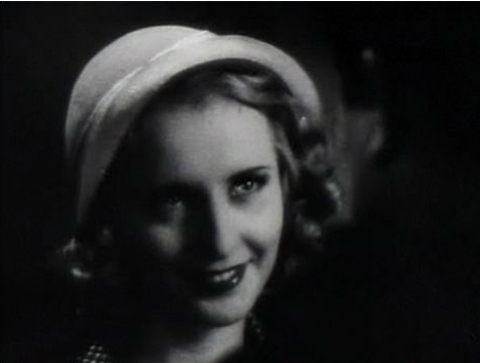
Barbara Stanwyck dans Liliane (1933).
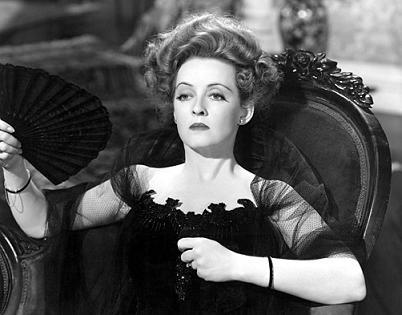
Bette Davis dans La Vipère (1941).
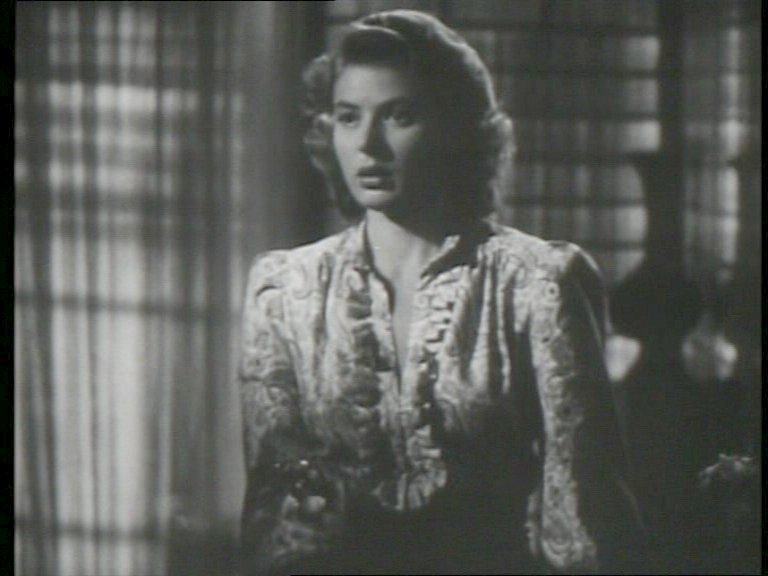
Ingrid Bergman dans Casablanca (1942).
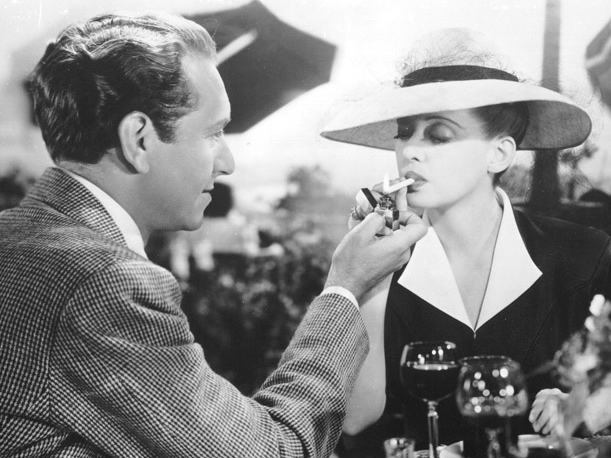
Paul Henreid et Bette Davis dans Une femme cherche son destin (1942).
- Tony Curtis et Marily Monroe dans Some Like it Hot (1959)